# Pseudobarbella brevicuspis
Pseudobarbella brevicuspis là một loài Rêu trong họ Meteoriaceae. Loài này được (Broth.) Nog. miêu tả khoa học đầu tiên năm 1968.